# Liste des maires de Riom
Cette page liste les maires de Riom depuis 1790.

## Liste de maires

### Révolution française
- 1790 – 1791 : Pierre-Amable de Soubrany, officier, député, représentant en mission[1].
- 1791 – 1792 : Milanges de Neuilhat[1] (fayettiste), capitaine de la garde nationale en 1790[1].
- an III – ? : Milanges de Neuilhat[1],[Note 1].

### 1800 – 1848
- 1800 – 1800[Note 2] : Chapsal[2]
- 1800 – 1804 : Pierre-Étienne Archon-Despérouses[2]
- 1804 – 1804 : Jean Granchier[2]
- 1805 – 1806[Note 3] : Pierre-Étienne Archon-Despérouses[2]
- 1806 – 1814 : Guillaume-Michel Chabrol de Tournoël[2]
- 1815 – 1815[Note 4] : Augustin de Fretat de Chirat[2]
- 1815 – 1815 ? : Jean-Charles Bayle fils[2]
- 17 avril 1816 – 1820 : Jean-Marie Neyron des Aulnats[2]
- 1820 – 1829 : N. de Fretat de Chirac[2]
- 1829 – 1830 : Charles-Hippolyte de Rochefort[2]
- 1830 – 1841 : Nicolas-François de Chamerlat des Guérins[2]
- 1841 – 1848 : N. Allemand[2]

### Deuxième République et Second Empire
- 1848 – 1849 ? : N. Croizet[2]
- 1849 – ? : N. Allemand[2]
- 1852 – 1856 : N. Imbert de Trémiolles[2]
- 1857 – 1869 : A. Tallon[2]
- 1869 – 1876 : Charles Boudet de Bardon[2]

### Troisième République
- 1876 – 1882 : Louis-Eugène Détroges[2]
- 1882 – 1886 : N. Savarin[2]
- 1886 – 1888 : Amédée Girard[2]
- 1889 – 1895 : Jean-Auguste Robert[2]
- 1895 – 1895 : Lacarrière[2]
- 1896 – ? : Albert Millet[2]
- 1904 – 1936 : Étienne Clémentel (Gauche radicale), député, sénateur, président du conseil général du Puy-de-Dôme, plusieurs fois ministre

### Quatrième République
- octobre 1947 - mai 1953 : Antoine Caux
- mai 1953 - mars 1965 : Jean Reynouard (RGR), sénateur du Puy-de-Dôme de 1948 à 1958[3].

### Cinquième République
- mars 1965 – mars 1977 : Guy Thomas (Droite), chirurgien, Résistant, déporté au camp de Buchenwald
- mars 1977 – mars 1989 : Jean Ehrard (PS)
- mars 1989 – juin 1995 : Claude Liebermann (UDF), conseiller général du canton de Riom-Est
- juin 1995 – mars 1998 (démission[Note 5]) : Pierre-Joël Bonté (PS), conseiller général du canton de Riom-Est
- mars 1998[Note 6] – mars 2014 : Jean-Claude Zicola (PS), conseiller général du canton de Riom-Est (2004-2015)
- depuis mars 2014 : Pierre Pécoul (DVD, soutenu par l'UMP et l'UDI), président de la communauté de communes Riom-Communauté (2014-2016) et chef d'entreprise